# 5月1日
5月1日（ごがつついたち）は、グレゴリオ暦で年始から121日目（閏年では122日目）にあたり、年末まであと244日ある。

## できごと

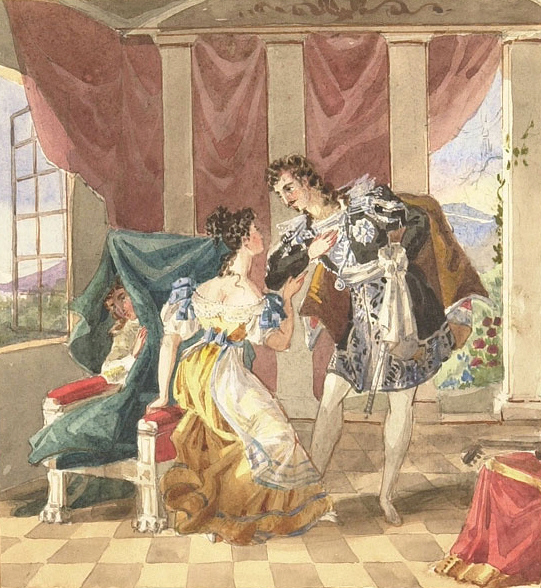
モーツァルトのオペラ『フィガロの結婚』初演(1786)

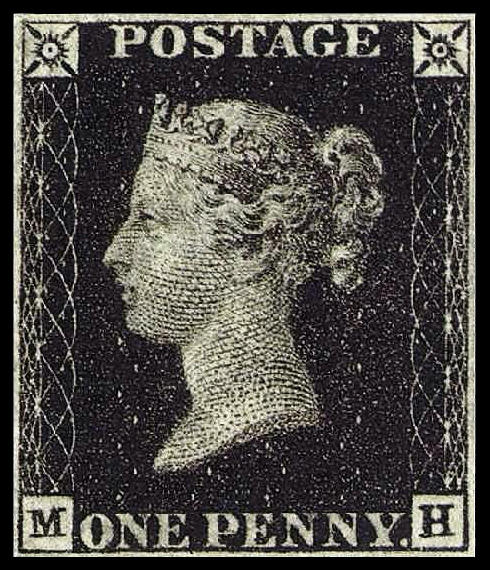
世界初の郵便切手、ペニー・ブラック(1840)発行

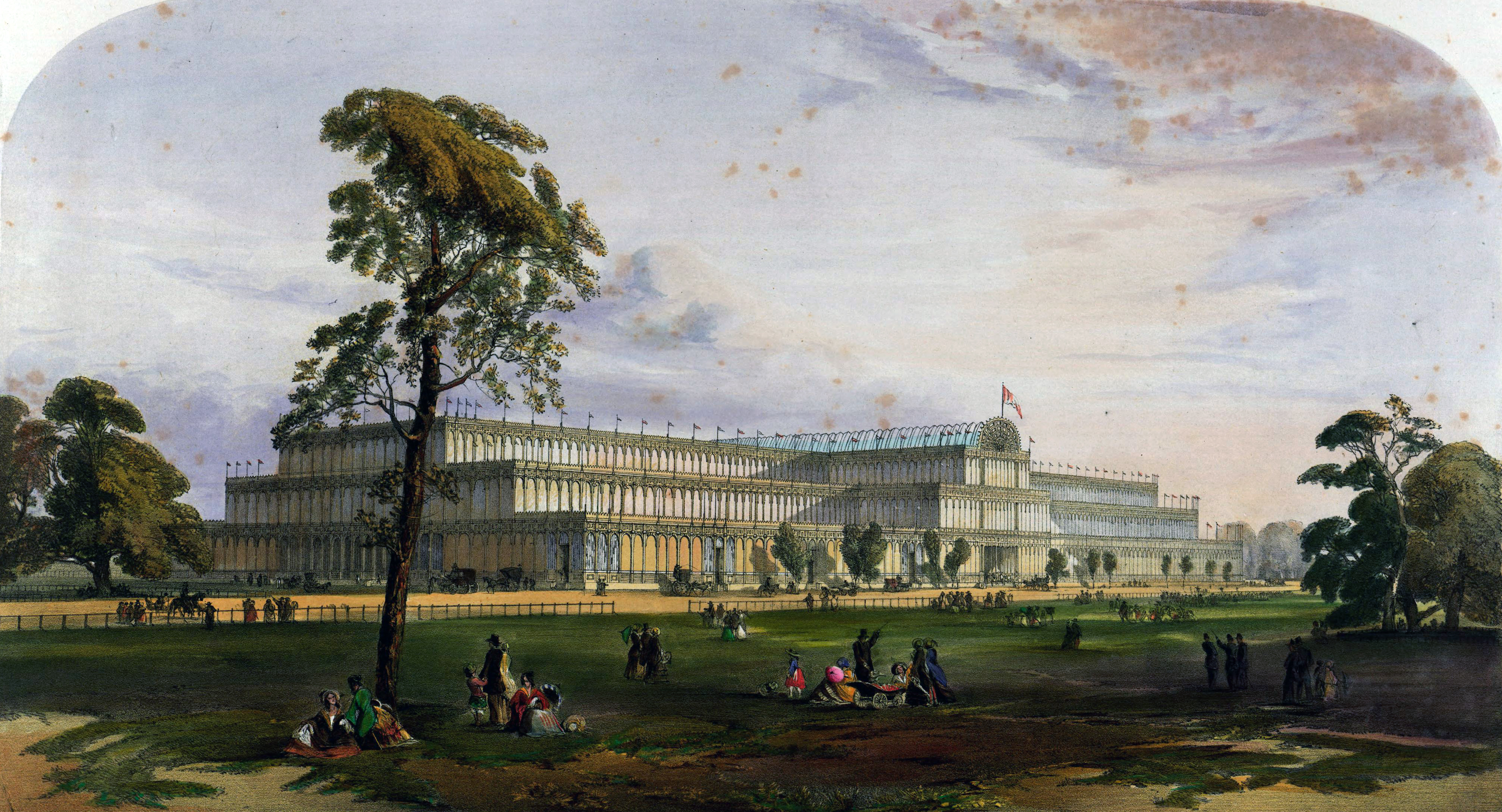
第1回万国博覧会、ロンドンで開催(1851)

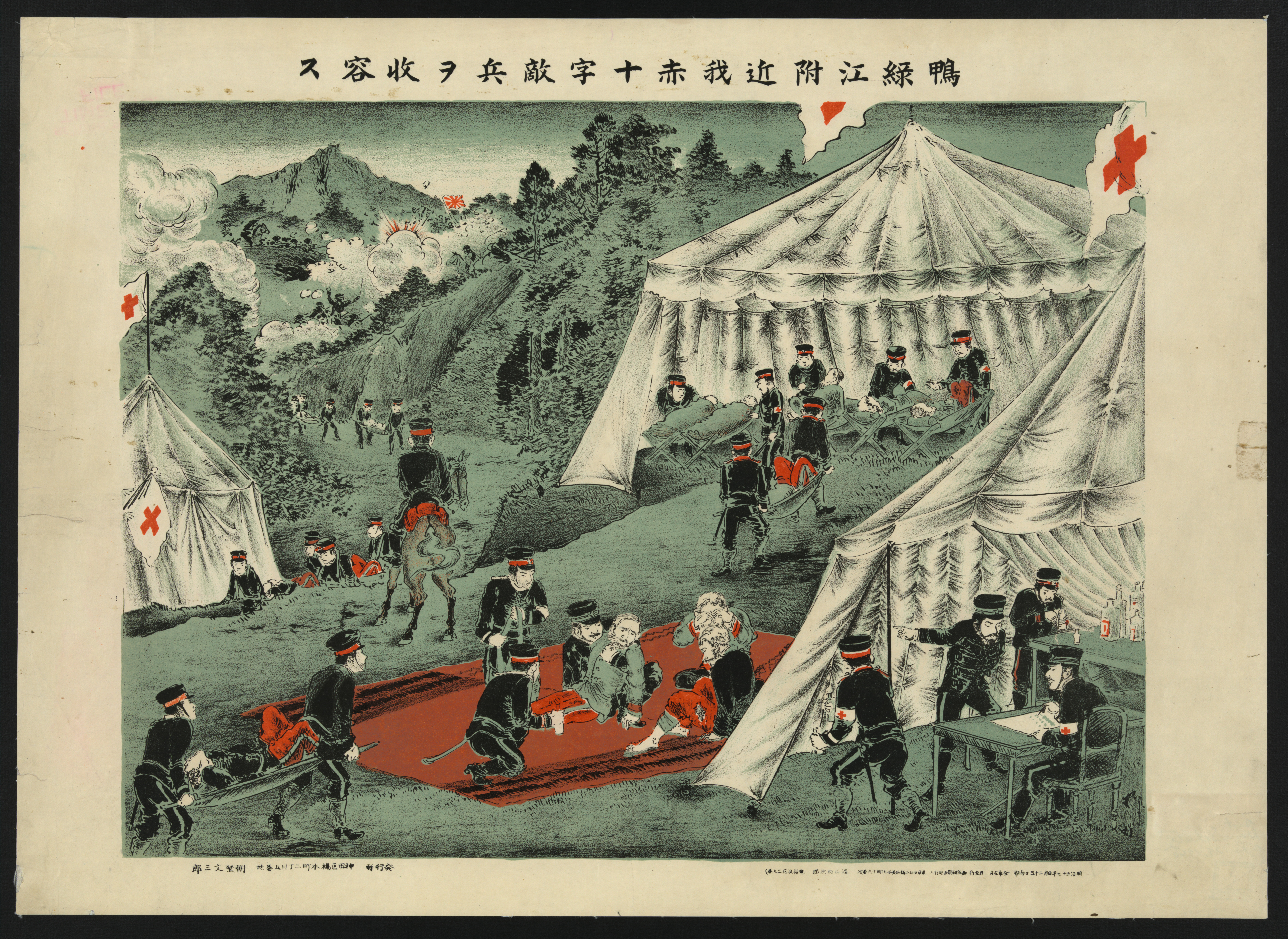
1877年、日本赤十字社の前身、博愛社創設。画像は日露戦争で救護にあたる日本赤十字社。

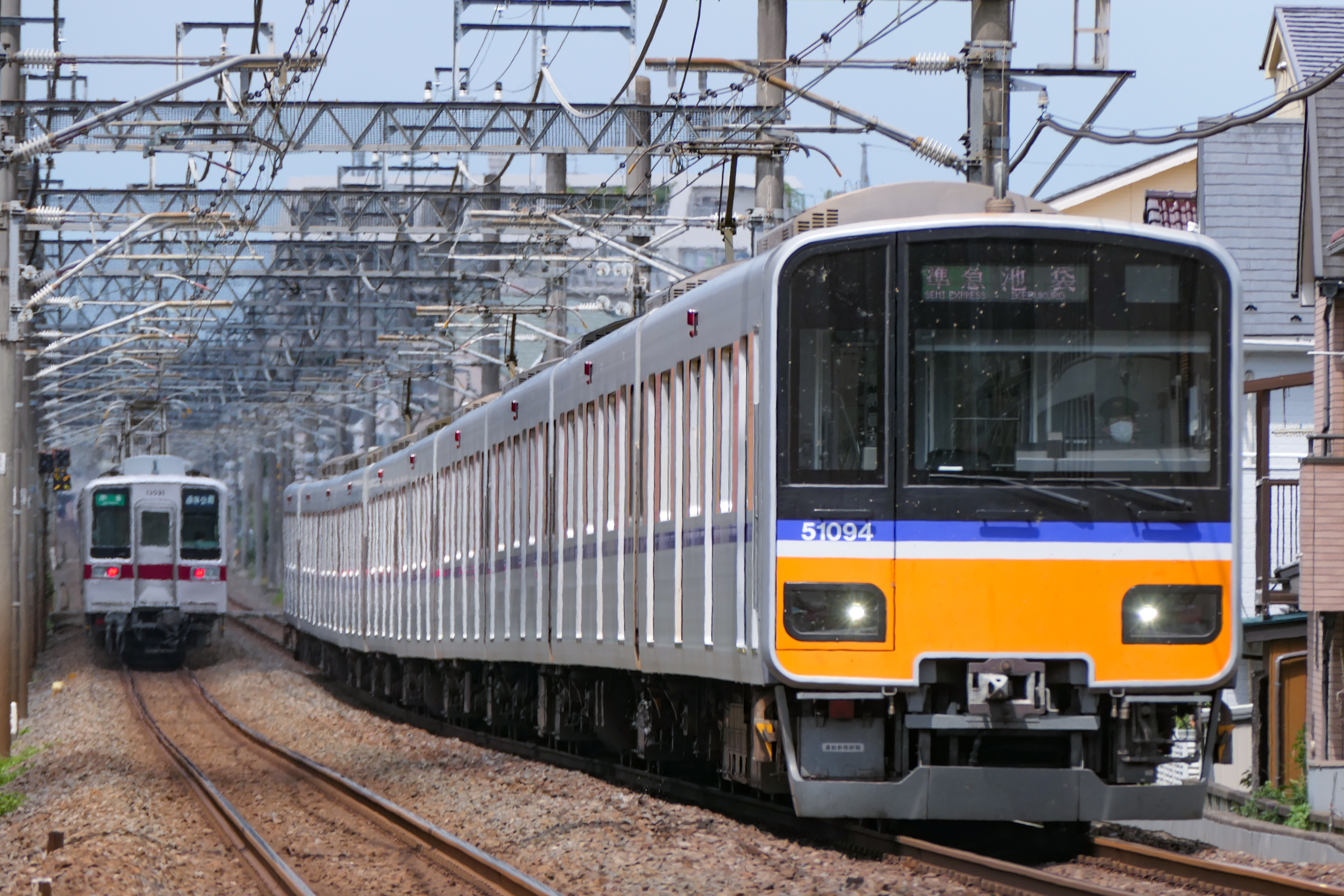
東武東上線開通(1914)

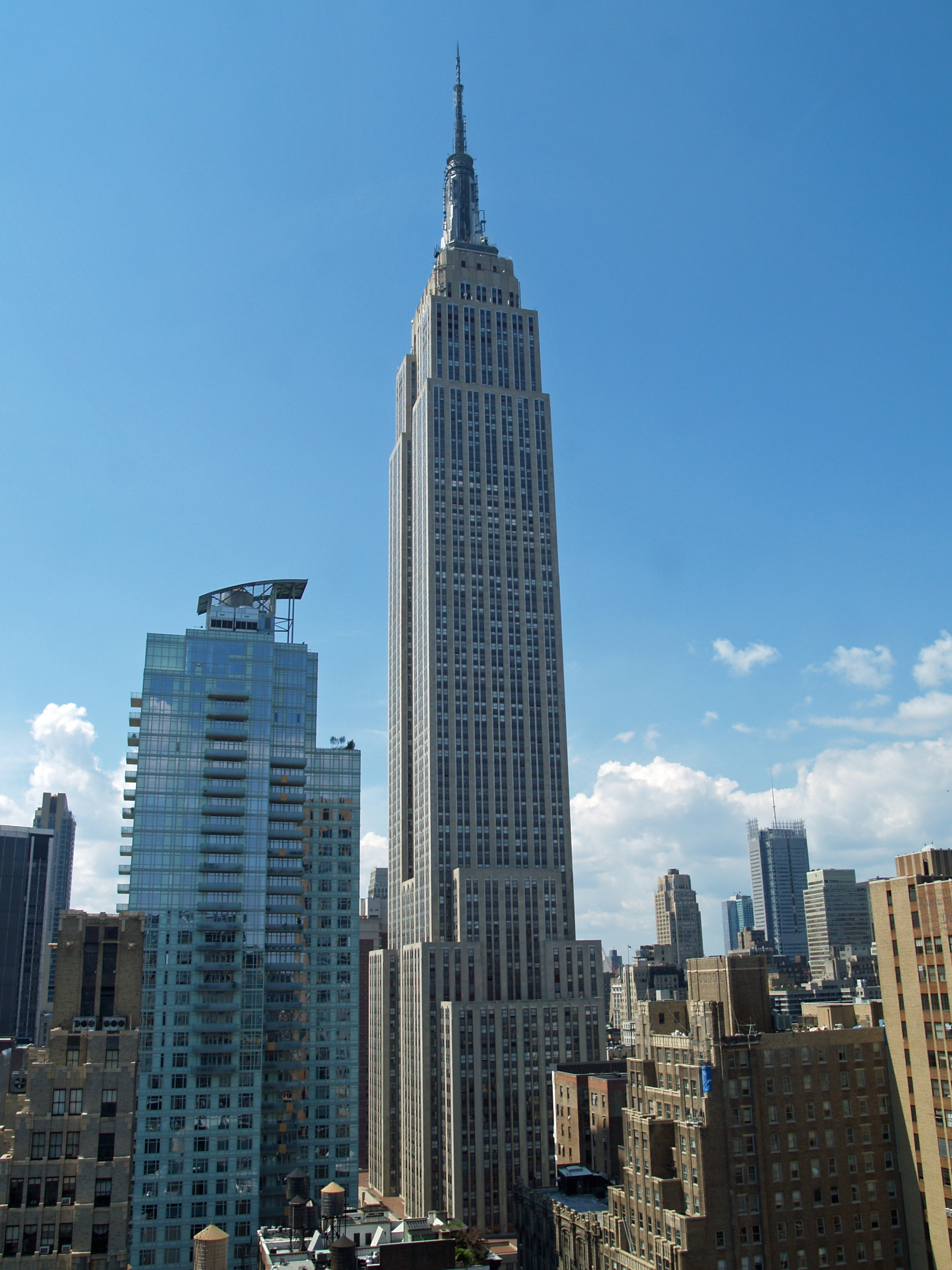
エンパイア・ステート・ビル完成(1931)

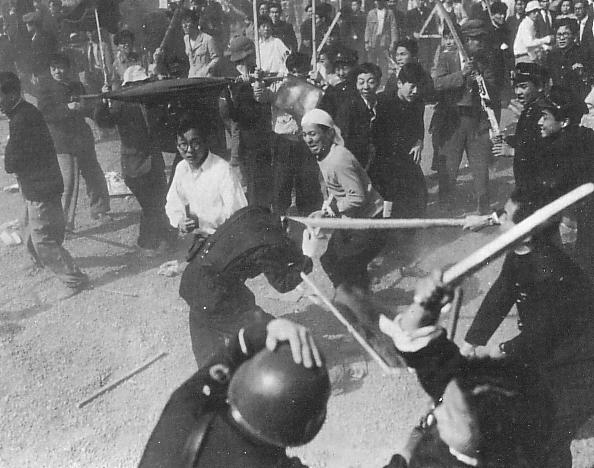
血のメーデー事件(1952)

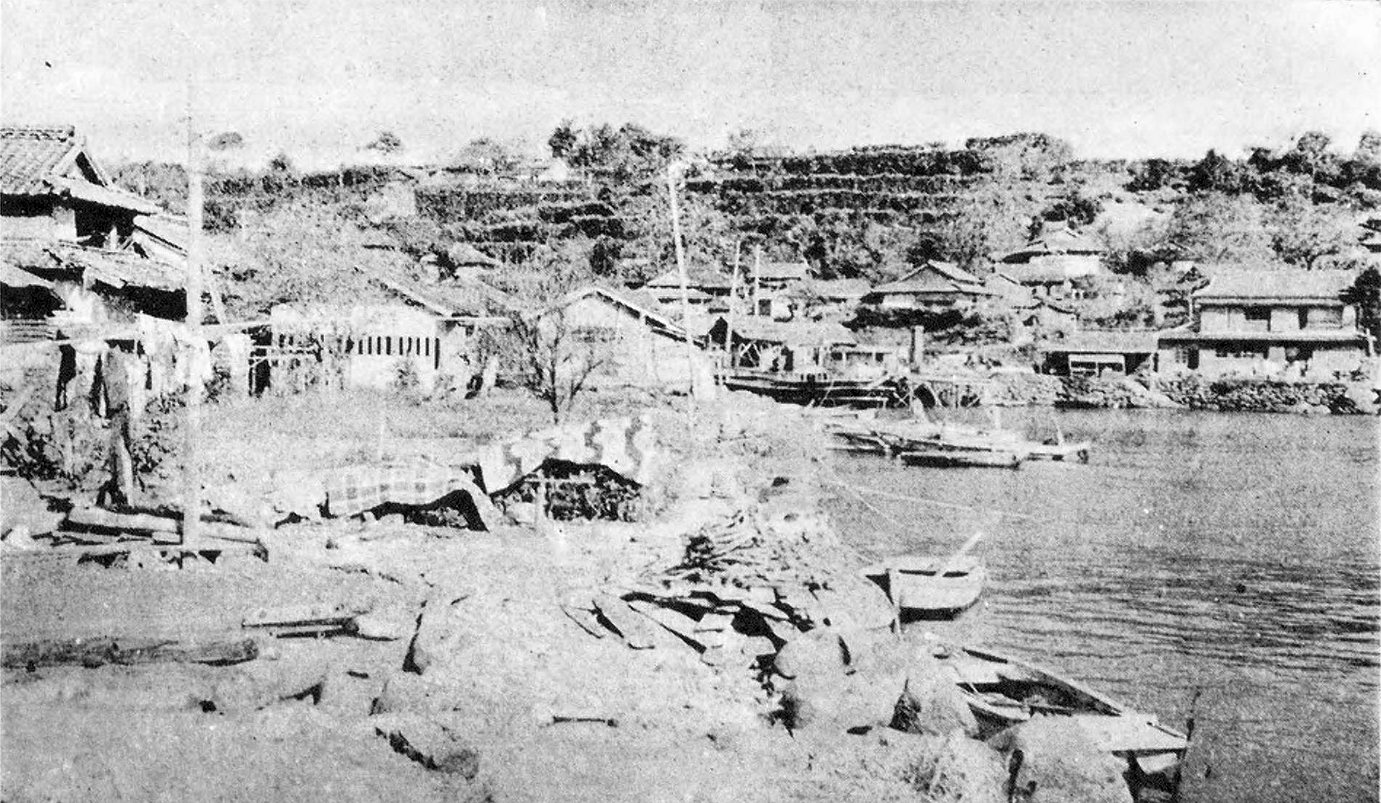
水俣病発見(1956)。水俣市明神、月の浦、出月、湯堂の4集落で患者が多発。画像は湯堂。

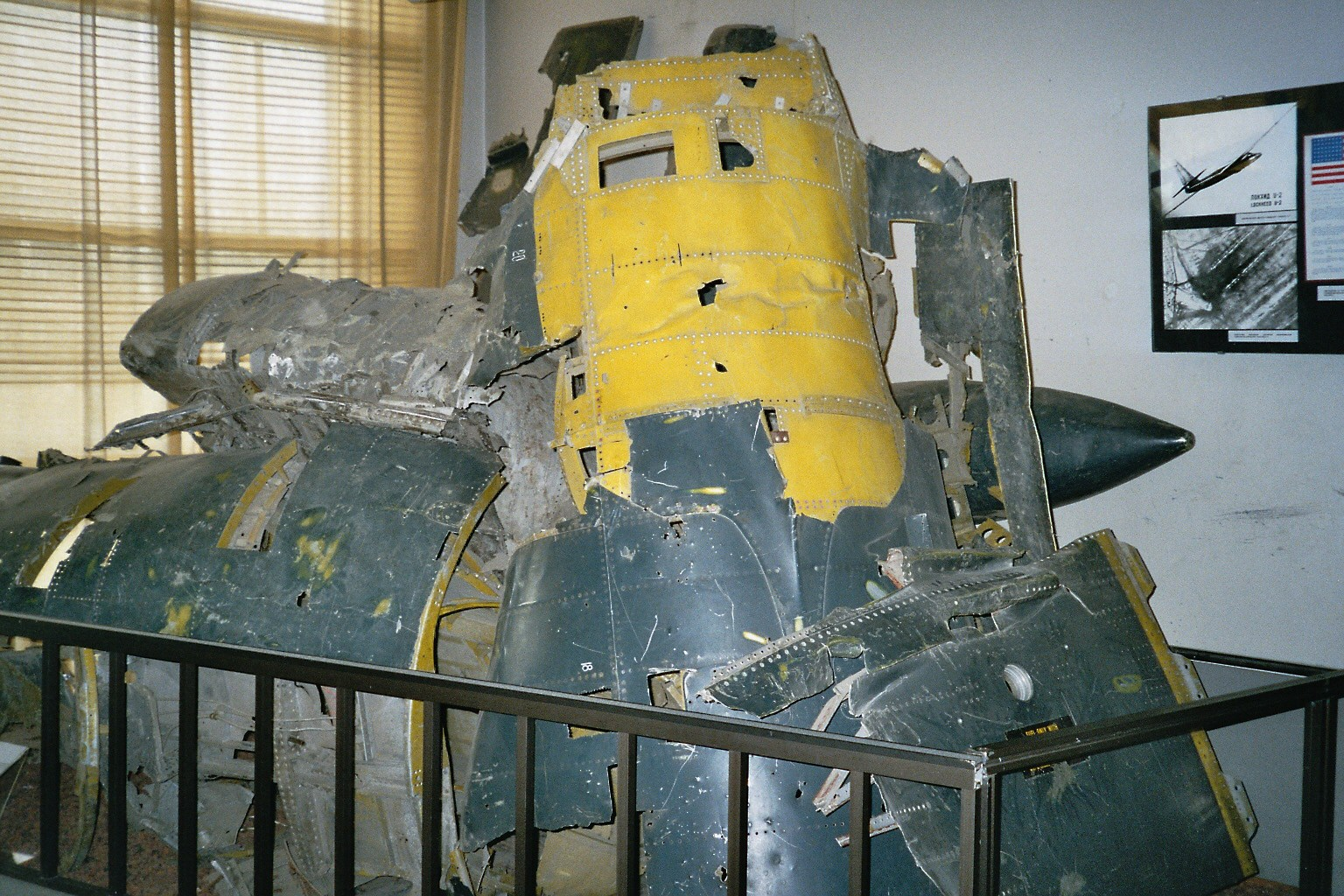
ソ連を偵察していた米軍機が撃墜されたU-2撃墜事件(1960)

- 280年（太康元年3月15日） - 呉の皇帝孫晧が晋に降伏し、晋（西晋）が全国統一。
- 305年 - マクシミアヌスとディオクレティアヌスがローマ帝国皇帝を退位。マクシミアヌスは306年復位。
- 713年（和銅6年4月3日） - 丹後国・美作国・大隅国を設置。
- 1457年（長禄元年4月8日） - 太田道灌が武蔵国荏原郡桜田郷に江戸城を築城。
- 1557年（弘治3年4月3日） - 防長経略: 大内義長が毛利元就に攻められて自害し、大内氏が滅亡。
- 1575年 - ポーランド・リトアニア共和国の王位相続人アンナがトランシルヴァニア公ステファン・バートリと結婚し、2人そろって共同統治王に即位。
- 1615年（慶長20年4月4日） - 大坂夏の陣: 徳川家康が徳川義直の婚儀のためとして駿府を出発。
- 1707年 - イングランドとスコットランドが合邦し、グレート・ブリテン連合王国が成立。
- 1776年 - アダム・ヴァイスハオプト（英語版）が秘密結社イルミナティを設立。
- 1786年 - モーツァルト作曲のオペラ『フィガロの結婚』がウィーンで初演[1]。
- 1837年（天保8年3月27日） - 大塩平八郎の乱: 大塩平八郎が自害。
- 1840年 - イギリス郵政省が世界初の郵便切手「ペニー・ブラック」を発行。
- 1851年 - 第1回万国博覧会がロンドン・ハイドパークで開幕。10月15日まで。
- 1861年（文久元年3月22日） - トーマス・ブレーク・グラバーが長崎にグラバー商会を設立。
- 1862年 - ロンドン万国博覧会が開幕。開幕式に日本から文久遣欧使節一行が出席。
- 1873年 - ウィーン万国博覧会が開幕。10月31日まで。日本政府が初めて公式に参加。
- 1877年 - 佐野常民と大給恒が西南戦争負傷者の救護のために博愛社（日本赤十字社の前身）を創設[2]。
- 1886年 - シカゴの労働者が8時間労働制を求めてストライキ。メーデーの起源[3]。
- 1890年 - 第二インターナショナルの決議に基づき、世界各地で「第1回国際メーデー」が開催される。
- 1893年 - シカゴ万国博覧会が開幕。10月3日まで。
- 1898年 - 米西戦争: マニラ湾海戦。
- 1911年 - 宮ノ越 - 木曽福島が開業し、中央本線が全通。
- 1914年 - 東上鉄道（現・東武東上線）が開業。
- 1918年 - 三菱合資会社から営業部を分離独立させて三菱商事を設立。
- 1923年 - 小田急電鉄の前身にあたる小田原急行鉄道が設立[4]。
- 1925年 - 産業組合中央会の家庭向け機関誌『家の光』創刊。
- 1930年 - 冥王星が正式に命名される。
- 1931年 - ニューヨークのエンパイア・ステート・ビルディングが完成（102階建て、高さ381メートル）。
- 1931年 - 大阪帝国大学設置。
- 1937年 - 北海道美唄町で大火。372戸が焼失、罹災者1,900名[5]。
- 1939年 - 男鹿地震。
- 1940年 - 第二次世界大戦の激化により、ヘルシンキで実施予定だった1940年の夏季オリンピックの中止が決定。
- 1941年 - 3月7日に公布されていた帝都高速度交通営団法が施行。
- 1942年 - 東京横浜電鉄が京浜電鉄・小田急電鉄を吸収合併し東京急行電鉄が発足（大東急）。
- 1945年 - ヒトラーの遺書によって前日にドイツ国首相に任命されたヨーゼフ・ゲッベルスが、愛児を殺害した後に妻マクダとともに自殺。
- 1945年 - 芸備銀行、呉銀行、備南銀行、三次銀行及び広島合同貯蓄銀行が合併し、（新）芸備銀行（現：広島銀行）設立。
- 1946年 - 日本でメーデーが11年ぶりに復活。50万人が宮城前広場に参集。
- 1948年 - 海上保安庁が発足。
- 1948年 - 美空ひばりがデビュー。
- 1948年 - 米国軍政府布令により「琉球銀行」設立[6]
- 1949年 - 国鉄旅客運賃1.6倍値上げ[7]。
- 1951年 - 全国9電力会社（北海道・東北・東京・北陸・中部・関西・中国・四国・九州）が発足。
- 1952年 - 血のメーデー事件。
- 1952年 - 東北地方最初の民放局・仙台放送（ラジオ仙台、現・東北放送）開局。
- 1954年 - 世界基督教統一神霊協会が韓国ソウルに設立される。
- 1956年 - 新日本窒素（現在のチッソ）水俣工場附属病院が「原因不明の中枢神経疾患多発」と保健所に報告。「水俣病」の発見。
- 1960年 - U-2撃墜事件。ソ連が、自国領空内でアメリカ偵察機U-2を撃墜。
- 1960年 - 日本初の民放FM局・FM東海（後のTOKYO FM）が東海大学によって開局される。
- 1961年 - キューバのカストロ首相が社会主義共和国を宣言。
- 1963年 - 埼玉県狭山市で女子高校生が行方不明に、夜半に脅迫状が発見され誘拐事件に発展（狭山事件）。
- 1969年 - サンテレビジョン開局。
- 1971年 - 千葉テレビ放送開局。
- 1971年 - アムトラック発足。
- 1975年 - 長崎空港が開港。日本初の海上空港。
- 1976年 - 休刊していた鳥取県の地方新聞・日本海新聞が新日本海新聞社により復刊。
- 1982年 - ノックスビル国際博覧会が開幕。10月31日まで。
- 1989年 - アメリカ合衆国フロリダ州オーランドにあるウォルト・ディズニー・ワールド・リゾート内に新しいテーマパーク、ディズニー・MGM・スタジオがオープン。
- 1991年 - 中華民国（台湾）で動員戡乱時期臨時条款が廃止、中華民国憲法増修条文が公布・施行。
- 1992年 - 国家公務員の完全週休二日制実施。
- 1994年 - F1ドライバーのアイルトン・セナがサンマリノGP決勝で事故死[8]。
- 1994年 - 全日本GT選手権(現SUPER GT)が富士スピードウェイで開幕した。
- 1996年 - 東京放送（TBS）の磯崎洋三社長がオウム真理教によるビデオ問題の責任で辞任、後任の社長に砂原幸雄が就任。
- 1997年 - イギリスで総選挙。労働党が18年ぶりに政権を奪回。
- 1999年 - エベレストで1924年に消息を絶った英国人登山家ジョージ・マロリーの遺体が発見される[9]。
- 1999年 - 来島海峡大橋・多々羅大橋・新尾道大橋の完成により、本四連絡橋・尾道今治ルート（しまなみ海道）の全ての橋梁が開通。本四連絡橋の全ルートが完成。
- 2000年 - 豊川市主婦殺人事件。17歳少年が主婦殺害[10]。
- 2000年 - 海上保安庁への緊急電話番号118番がスタート。
- 2001年 - マイライン開始。
- 2004年 - 欧州連合に新たに10か国が加盟、合計25か国になる。
- 2004年 - 広島総合銀行とせとうち銀行が合併し、もみじ銀行が誕生。
- 2005年 - 北朝鮮がミサイル発射。
- 2006年 - 会社法施行。
- 2010年 - 上海国際博覧会が開幕。10月31日まで。
- 2010年 - 池田銀行と泉州銀行が合併し、池田泉州銀行が誕生。
- 2015年 - ミラノ国際博覧会がイタリアのミラノ近郊で開幕[11]。
- 2017年 - JR東日本の超豪華クルーズトレイン、TRAIN SUITE 四季島が運行を開始[12]。
- 2018年 - 米楽器メーカー、ギブソンが連邦倒産法第11章の適用を申請[13]。
- 2019年 - 天皇明仁が前日の4月30日に退位し、皇太子徳仁親王が1日午前0時、新天皇に即位した。天皇の退位等に関する皇室典範特例法に基づく代替わりで、元号は平成から令和に改元。天皇の譲位は202年ぶり[14]。（明仁から徳仁への皇位継承）

## 誕生日

### 人物

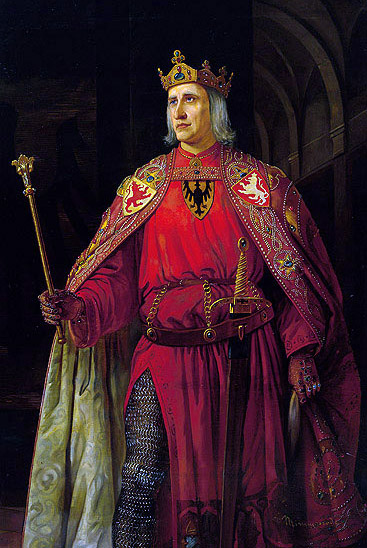
ハプスブルク家初の神聖ローマ皇帝、ルドルフ1世(1218-1291)誕生。

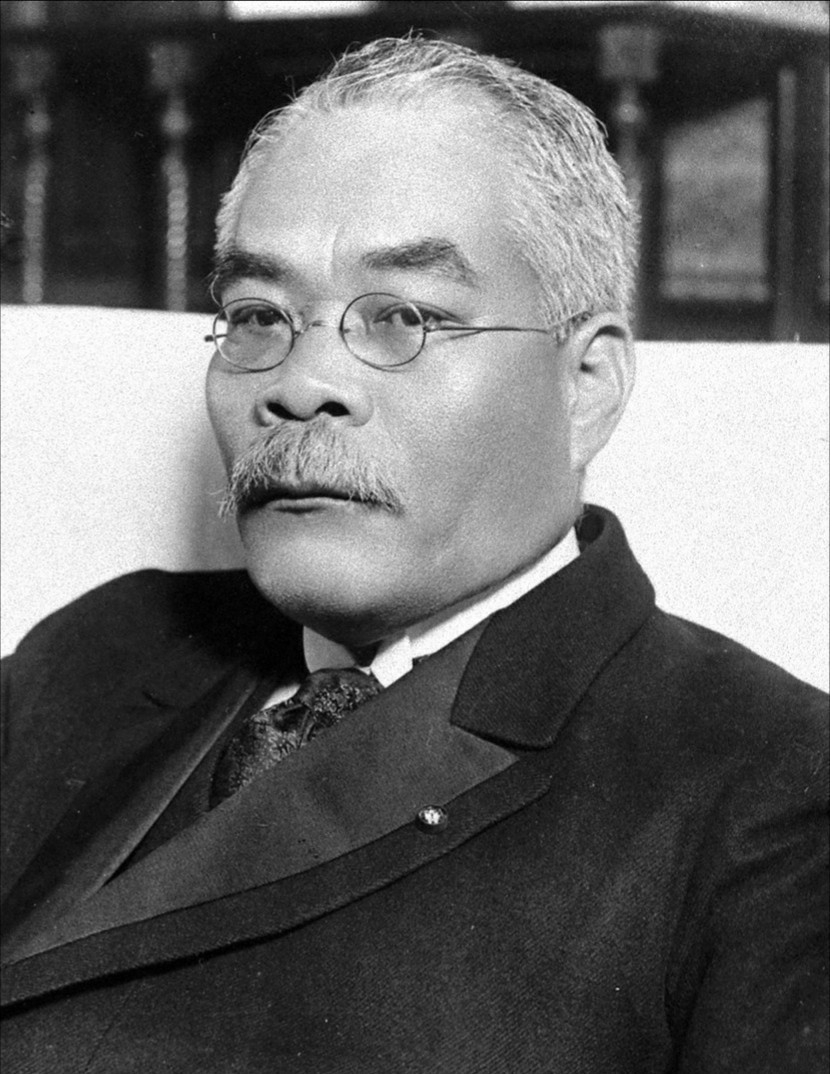
第27代日本国内閣総理大臣、濱口雄幸(1870-1931)誕生。

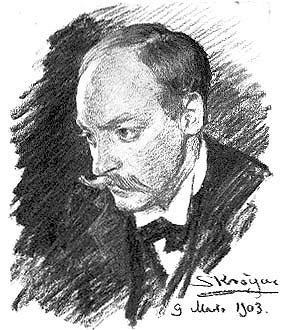
スウェーデンの作曲家ヒューゴ・アルヴェーン(1872-1903)誕生。

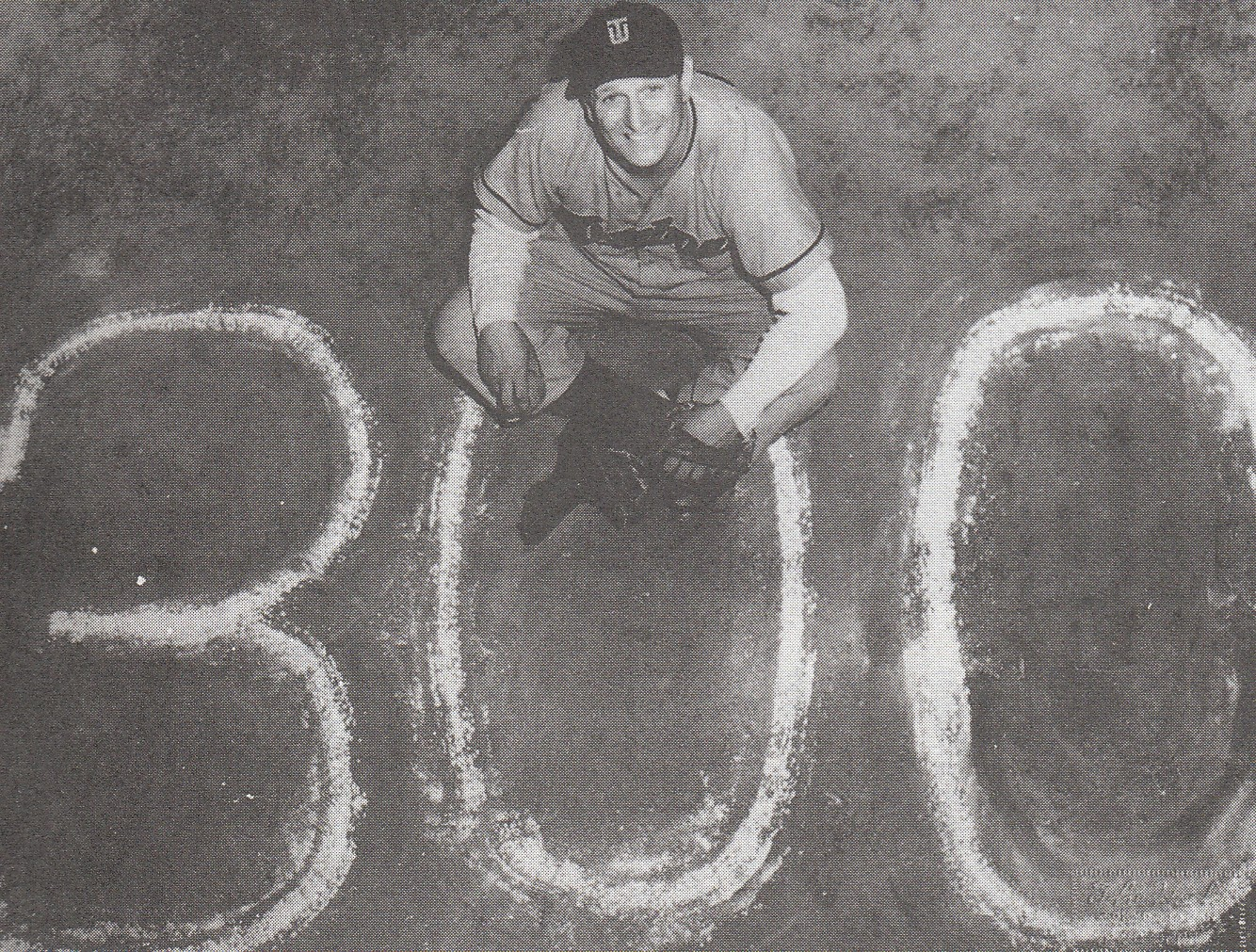
日本のプロ野球初の外国人選手、ヴィクトル・スタルヒン(1916-1957)誕生。画像は1955年に300勝を達成したスタルヒン。

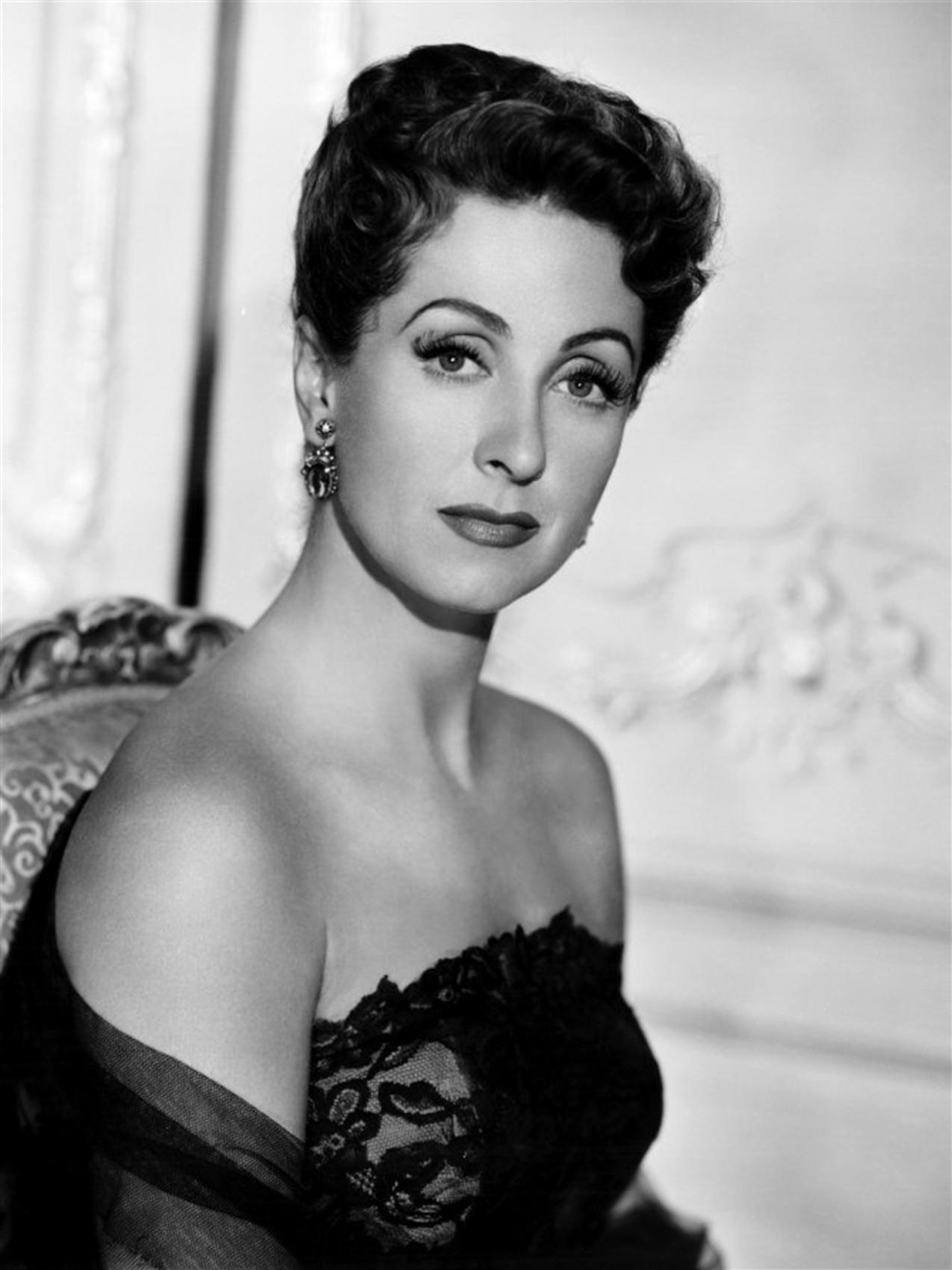
女優ダニエル・ダリュー(1917-2017)誕生。

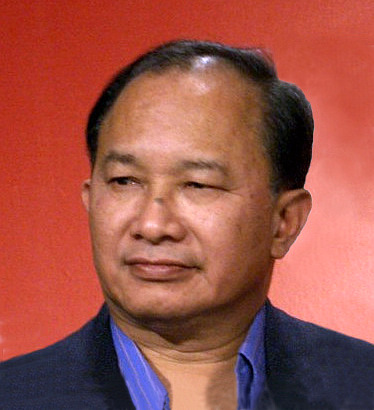
映画監督ジョン・ウー(1946-)誕生。

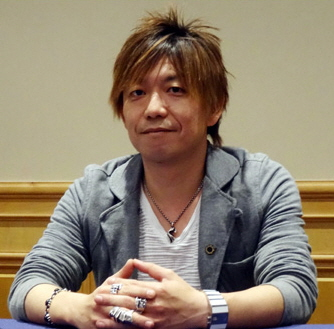
ゲームクリエイター吉田直樹(1973-)誕生。

- 1218年 - ルドルフ1世、ハプスブルク家最初の神聖ローマ皇帝（+ 1291年）
- 1238年 - マグヌス6世、ノルウェー王（+ 1280年）
- 1672年 - ジョゼフ・アディソン、詩人、随筆家（+ 1719年）
- 1781年（天明元年4月8日） - 橘守部、国文学者（+ 1849年）
- 1824年 - アレキサンダー・ウィリアムソン、化学者（+ 1904年）
- 1825年 - ヨハン・ヤコブ・バルマー、数学者、物理学者（+ 1898年）
- 1850年 - アーサー・ウィリアム・パトリック、コノート公（+ 1942年）
- 1852年 - サンティアゴ・ラモン・イ・カハール、神経解剖学者（+ 1934年）
- 1856年 - カラミティ・ジェーン、女性ガンファイター（+ 1903年）
- 1857年 - テオドルス・ファン・ゴッホ、画商（+ 1891年）
- 1866年（慶応2年3月17日） - 海野三次郎、実業家、弓道家、海野組創業者（+ 1939年）
- 1870年（明治3年4月1日） - 濱口雄幸、政治家、第27代内閣総理大臣（+ 1931年）
- 1870年（明治3年4月1日） - 木村秀蔵[15]、アース製薬創業者（+ 1945年）
- 1872年 - ヒューゴ・アルヴェーン、作曲家、指揮者（+ 1960年）
- 1872年 - シドニオ・パイス、政治家、ポルトガル大統領（+ 1918年）
- 1873年 - コンスタンチン・イグームノフ、ピアニスト、作曲家、音楽教師（+ 1948年）
- 1876年 - 大角岑生、日本海軍軍人（+ 1941年）
- 1881年 - ピエール・テイヤール・ド・シャルダン、古生物学者、思想家（+ 1955年）
- 1892年 - 田口運蔵、社会主義運動家（+ 1933年）
- 1895年 - ニコライ・エジョフ、政治家、ソ連内務人民委員（+ 1940年）
- 1896年 - 玉川勝太郎（2代目）、浪曲師（+ 1969年）
- 1899年 - 藤島亥治郎、建築史家（+ 2002年）
- 1899年 - ヨン・レイフス、作曲家（+ 1968年）
- 1902年 - 黒沼健、推理作家（+ 1985年）
- 1903年 - 橋本五郎、推理作家（+ 1948年）
- 1903年 - 鹿地亘、作家、評論家（+ 1982年）
- 1904年 - 貝塚茂樹、中国文学者（+ 1987年）
- 1905年 - 大久保康雄、翻訳家（+ 1987年）
- 1905年 - 三味線豊吉、三味線奏者、放送タレント（+ 1964年）
- 1906年 - 須田剋太、画家（+ 1990年）
- 1908年 - 土橋一吉、政治家、労働運動家（+ 1982年）
- 1911年 - アンソニー・サレルノ、マフィアの指導者（+ 1992年）
- 1911年 - 鈴木力衛、フランス文学者（+ 1973年）
- 1911年 - 内田繁三、調教師（+ 没年不詳）
- 1912年 - オットー・クレッチマー、ドイツ海軍軍人（+ 1998年）
- 1913年 - 佐藤一郎、政治家（+ 1993年）
- 1915年 - アーチー・ウィリアムズ、陸上競技選手（+ 1993年）
- 1915年 - 長田正松、実業家、政治運動家（日本愛酢党党首）（+ 2003年）
- 1916年 - ヴィクトル・スタルヒン、元プロ野球選手（+ 1957年）
- 1916年 - グレン・フォード、俳優（+ 2006年）
- 1916年 - 一色次郎、小説家（+ 1988年）
- 1917年 - ダニエル・ダリュー、女優（+ 2017年）
- 1918年 - 酒沢成治、元プロ野球選手（+ 2002年）
- 1919年 - 宗左近、詩人、評論家、フランス文学者（+ 2006年）
- 1919年 - 小島直記、小説家（+ 2008年）
- 1920年 - 草間時彦、俳人（+ 2003年）
- 1921年 - 一言多十、元プロ野球選手（+ 2010年）
- 1921年 - 吉田光邦、科学史家（+ 1991年）
- 1922年 - 林厳雄、物理学者（+ 2005年）
- 1923年 - ジョセフ・ヘラー、小説家、劇作家（+ 1999年）
- 1924年 - グレゴイール・カイバンダ、政治家、初代ルワンダ大統領（+ 1976年）
- 1924年 - テリー・サザーン、作家、脚本家（+ 1995年）
- 1925年 - 大道寺小三郎、銀行家、元みちのく銀行頭取（+ 2005年）
- 1926年 - ピーター・ラックス、数学者（+ 2025年）
- 1926年 - 大平茂、元プロ野球選手
- 1927年 - 北杜夫、小説家（+ 2011年）
- 1927年 - 吉村昭、小説家（+ 2006年）
- 1927年 - ガリー・ベルティーニ、指揮者（+ 2005年）
- 1928年 - 立川恵三、俳優、声優
- 1929年 - ラルフ・ダーレンドルフ、社会学者、政治家（+ 2009年）
- 1930年 - リトル・ウォルター、ハーモニカ奏者（+ 1968年）
- 1930年 - スタン・パリス、元プロ野球選手（+ 2021年）
- 1930年 - ノラ・グルムリーコヴァー、ヴァイオリニスト（+ 2004年）
- 1931年 - あずさ欣平、声優、演出家（+ 1997年）
- 1931年 - 杉田郁子、声優（+ 2009年）
- 1932年 - 山内一弘、元プロ野球選手、監督（+ 2009年）
- 1933年 - 沖山光利、元プロ野球選手（+ 2012年）
- 1933年 - 葉山峻、政治家（+ 2010年）
- 1933年 - 長尾立子、政治家
- 1934年 - 権藤正利、元プロ野球選手
- 1934年 - カーバー・ミード、計算機科学者
- 1934年 - 西川長夫、文学者、社会学者（+ 2013年）
- 1938年 - 石井智、政治家
- 1938年 - 赤池彰敏、元プロ野球選手
- 1939年 - 本間勝、元プロ野球選手
- 1941年 - 武部勤、政治家
- 1942年 - 金本秀夫、元プロ野球選手
- 1942年 - 三沢彰、造園家、造園学者（+ 1994年）
- 1945年 - 阿木燿子、作詞家
- 1945年 - リタ・クーリッジ、歌手
- 1946年 - ジョン・ウー、映画監督
- 1946年 - 池田重喜、元プロ野球選手
- 1947年 - 本村凌二、歴史学者
- 1947年 - サムソン・クツワダ、プロレスラー（+ 2004年）
- 1947年 - ヤコブ・ベッケンシュタイン、物理学者
- 1949年 - 関本四十四、元プロ野球選手
- 1950年 - 楊潔篪、政治家、外交官
- 1950年 - 小西まち子、元女優
- 1951年 - 東祥三、政治家
- 1951年 - ジェフ・リース、レーシングドライバー
- 1952年 - 川本治、サッカー選手、指導者
- 1953年 - 青木まゆみ、競泳選手
- 1953年 - 内田直哉、声優
- 1953年 - 副島隆彦、評論家
- 1953年 - 前原滋子、漫画家
- 1954年 - レイ・パーカー・ジュニア、ミュージシャン
- 1955年 - 渡辺和郎、アマチュア天文家
- 1957年 - 大谷幸、作曲家
- 1957年 - 長谷川一明、実業家、西日本旅客鉄道社長
- 1958年 - 渡田均、プロ野球審判員（+ 2020年）
- 1959年 - 加藤鷹、タレント、Youtuber、元AV男優
- 1959年 - 川本智徳、元プロ野球選手
- 1959年 - 三原正人、柔道家（+ 2013年）
- 1960年 - スティーブ・コーゼン、騎手
- 1962年 - 三沢明美、女優、声優
- 1963年 - 園川一美、元プロ野球選手
- 1964年 - にわのまこと、漫画家
- 1964年 - 青井要、元プロ野球選手
- 1964年 - 羽生田忠克、元プロ野球選手
- 1965年 - 岩代太郎、作曲家
- 1965年 - 西川佳克、元NHK体操指導者、政治家
- 1966年 - 松崎秀昭、元プロ野球選手
- 1966年 - オラフ・トーン、元サッカー選手
- 1967年 - 黒須陽一郎、元野球選手
- 1967年 - オリバー・ビアホフ、元サッカー選手
- 1967年 - 寺井尚子、ジャズヴァイオリニスト
- 1968年 - 雉子牟田明子、テニス選手
- 1968年 - やまむらはじめ、漫画家
- 1968年 - ダーシー・レッキー、ミュージシャン
- 1969年 - 玉木雄一郎、政治家、衆議院議員
- 1969年 - 吉永幸一郎、元プロ野球選手
- 1969年 - フィル・ハイアット、元プロ野球選手
- 1969年 - 森山泰行、元サッカー選手、指導者
- 1969年 - ウェス・アンダーソン、映画監督
- 1971年 - クリス智子、ラジオパーソナリティ、タレント
- 1971年 - 藤本俊彦、元プロ野球選手
- 1973年 - 吉田直樹、ゲームクリエイター
- 1973年 - 柳家三之助、落語家
- 1973年 - 一三、俳優、タレント
- 1973年 - 津川力、プロ野球審判員、元プロ野球選手
- 1973年 - 斎藤さと美、元重量挙げ選手
- 1973年 - オリバー・ノイビル、サッカー選手
- 1974年 - 堀真樹、元俳優
- 1974年 - 鈴木章仁、元野球選手
- 1974年 - スティーブン・ランドルフ、元プロ野球選手
- 1975年 - 本上まなみ、女優
- 1975年 - 小山田サユリ、女優
- 1975年 - 萩尾ノブト、漫画家
- 1975年 - ヤポンスキーこばやし画伯、お笑い芸人
- 1975年 - 工藤友也、元プロ野球選手
- 1976年 - 村岡マサヒロ、漫画家
- 1976年 - 橋本将、元プロ野球選手
- 1977年 - ティファニー・スコット、フィギュアスケート選手
- 1977年 - 松本奉文、元プロ野球選手
- 1978年 - 原沙知絵、女優
- 1978年 - パークマンサー、俳優、歌手、振付師、お笑いタレント、農家
- 1979年 - 片岡龍也、レーシングドライバー
- 1979年 - 平川忠亮、元サッカー選手
- 1980年 - 坂本美雨、歌手
- 1980年 - 小林杏奈、元アナウンサー
- 1980年 - 牧谷宇佐美、元プロ野球選手
- 1980年 - 市川洋介、元俳優
- 1981年 - 林英傑、元プロ野球選手
- 1981年 - マニー・アコスタ、プロ野球選手
- 1981年 - レスリー・ホーカー、フィギュアスケート選手
- 1981年 - アレクサンドル・フレブ、サッカー選手
- 1981年 - ウェス・ウェルカー、アメリカンフットボール選手
- 1982年 - 柳野玲子、タレント
- 1982年 - 宮崎晃吉、建築家、実業家
- 1982年 - クリスチャン・メンドーサ、プロ野球選手
- 1982年 - トミー・ロブレド、テニス選手
- 1982年 - ベト、サッカー選手
- 1982年 - ダリヨ・スルナ、元サッカー選手
- 1983年 - アラン・ベルナール、水泳選手
- 1983年 - 正面健司、元ラグビー選手
- 1984年 - 小山慶一郎、アイドル、タレント（NEWS）
- 1984年 - 村田智穂、将棋女流棋士
- 1984年 - 前田海嘉、元アナウンサー
- 1985年 - 川﨑芽衣子、声優
- 1985年 - 三次由梨香、実業家、政治家
- 1986年 - 黒田祐輔、元プロ野球選手
- 1986年 - 横田一義、バレーボール選手
- 1986年 - 水城恵利、元プロ雀士
- 1986年 - 井納翔一、元プロ野球選手
- 1986年 - 藤光謙司、陸上競技選手
- 1987年 - 青山華歩、女優
- 1987年 - 伊藤峻太、映画監督
- 1987年 - 三遊亭伊織、落語家
- 1987年 - 杉山力裕、サッカー選手
- 1987年 - 柳川雅樹、元サッカー選手
- 1987年 - イバン・デヘスース・ジュニア、プロ野球選手
- 1987年 - レオナルド・ボヌッチ、サッカー選手
- 1987年 - シャハー・ピアー、テニス選手
- 1988年 - 星原健太、サッカー選手
- 1988年 - 鈴木猛史、アルペンスキー選手、チェアスキーヤー
- 1988年 - アヌシュカ・シャルマ、女優
- 1989年 - 山田侑磨、俳優
- 1990年 - ディエゴ・コンテント、サッカー選手
- 1990年 - A.J.ヒメネス、元プロ野球選手
- 1991年 - カリーナ・ジョンソン、フィギュアスケート選手
- 1991年 - マーカス・ストローマン、プロ野球選手
- 1991年 - 西宮悠介、元プロ野球選手
- 1992年 - 吉川友、歌手
- 1992年 - 福田晃斗、サッカー選手
- 1993年 - 金澤有希、タレント、元アイドル（元SUPER☆GiRLS、元GEM、元AKB48）
- 1993年 - 谷口理、お笑い芸人（フースーヤ）
- 1993年 - 桂三実、落語家
- 1994年 - 白井康介、サッカー選手
- 1994年 - ワラシ・オリヴェイラ・ドス・サントス、サッカー選手
- 1995年 - 岡部真子、元ファッションモデル
- 1995年 - キム・ミヒョン (ミミ)、アイドル（OH MY GIRL）
- 1995年 - 福岡みなみ、タレント、グラビアモデル
- 1996年 - アンドレ・ジャクソン、プロ野球選手
- 1997年 - 鈴木愛実、静岡エフエム放送アナウンサー
- 1997年 - 雪見みと、女優
- 1997年 - 観月彩恵、アイドル（元絶対直球女子!プレイボールズ）
- 1998年 - 橘遥菜、ファッションモデル
- 1998年 - 難波尭弘、バレーボール選手
- 1998年 - ミゲル・ヤフーレ、プロ野球選手
- 1998年 - 伊藤綺夏、元女優、元子役
- 1998年 - 鈴木佐和子、元サッカー選手
- 2000年 - レマ、シンガーソングライター
- 2000年 - 山本有真、陸上選手
- 2001年 - Cocomi、モデル、フルート奏者
- 2001年 - 荒尾怜音、バレーボール選手
- 2002年 - 山縣秀、プロ野球選手
- 2002年 - 石川慧亮、元プロ野球選手
- 2003年 - 灯翠、アイドル（ファントムシータ）
- 2004年 - 柿原りんか、女優
- 2005年 - HARUA、アイドル（&TEAM）
- 生年不詳 - 平澤芽衣[16]、グラビアアイドル
- 生年不詳 - カミヤ春佳、声優
- 生年不詳 - 新藤涼平、声優
- 生年不詳 - 夏吉ゆうこ、声優、歌手
- 生年不詳 - 橋本結、声優
- 生年不詳 - 藤原大智、声優

### 人物以外（動物など）
- 1994年 - サイレンススズカ、競走馬（+ 1998年）
- 2004年 - フリオーソ、競走馬、種牡馬

## 忌日

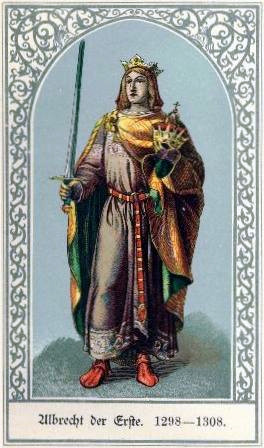
神聖ローマ皇帝アルブレヒト1世(1255-1308)暗殺される。

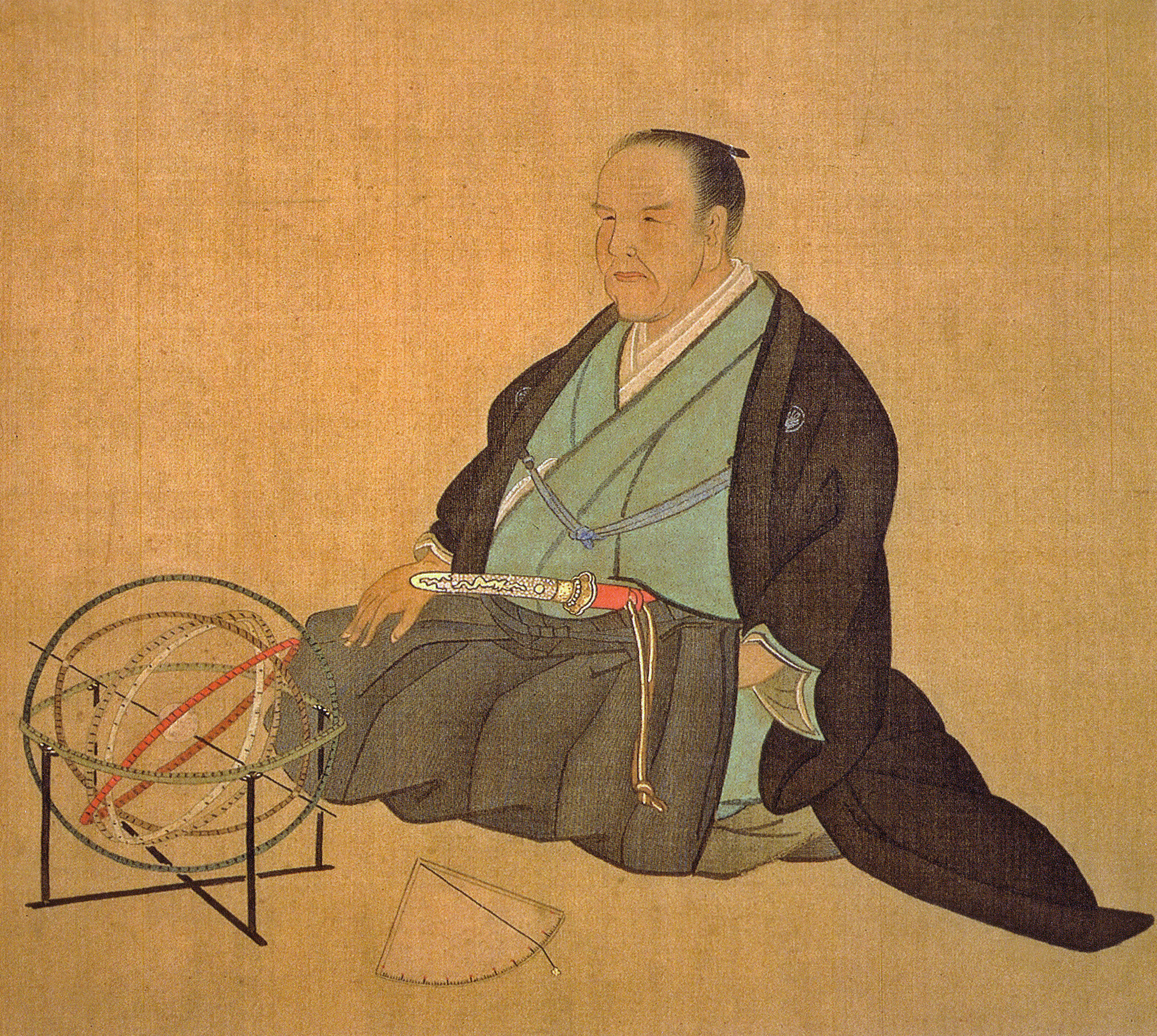
儒学者、大坂町奉行組与力大塩平八郎(1793-1837)、大塩平八郎の乱で自決。画像は菊池容斎作、大阪城天守閣蔵の大塩平八郎像。

探検家、宣教師、医師デイヴィッド・リヴィングストン(1813-1873)マラリアで没。欧州人で初めて、アフリカ大陸を横断した。

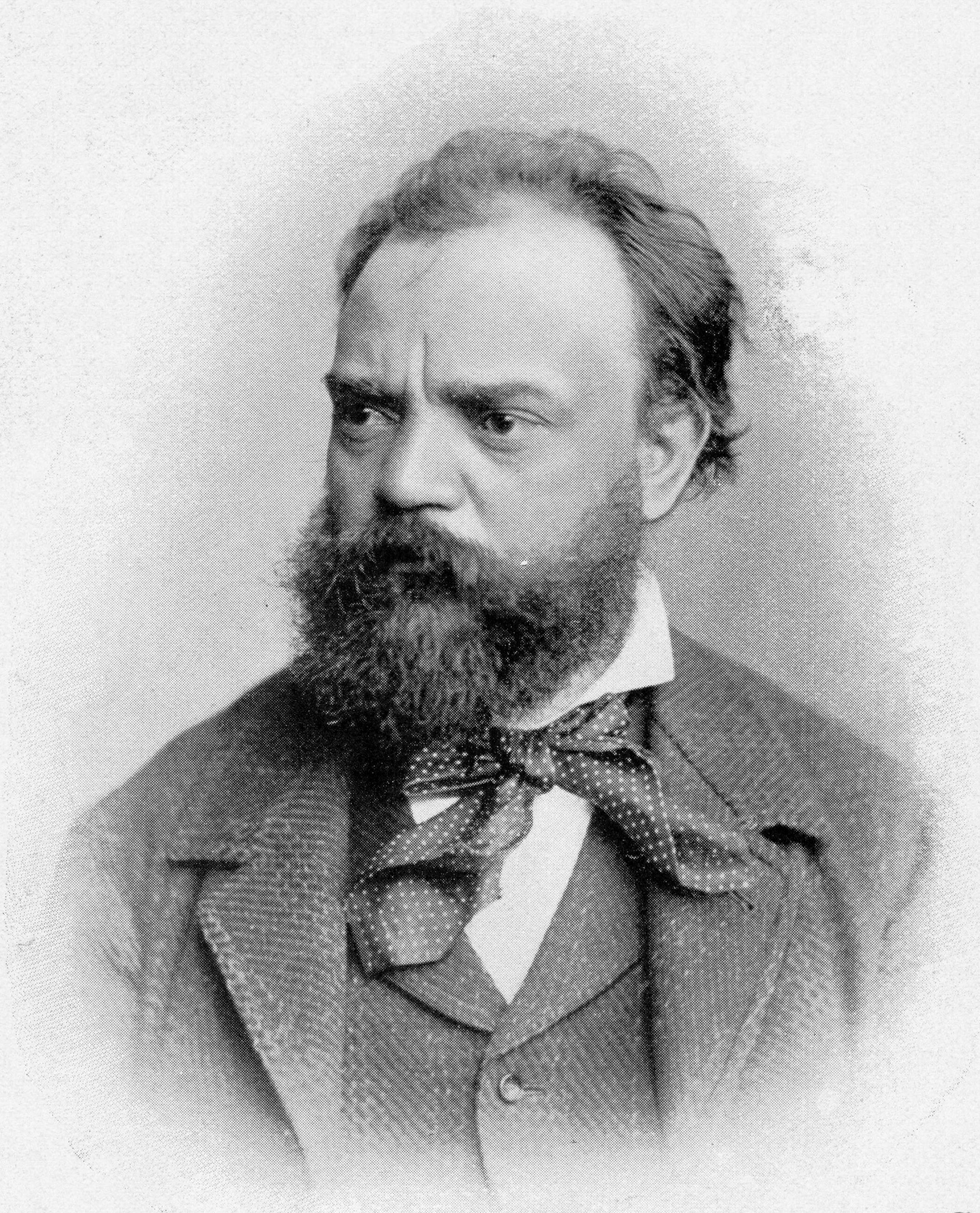
作曲家アントニン・ドヴォルザーク(1841-1904)没。

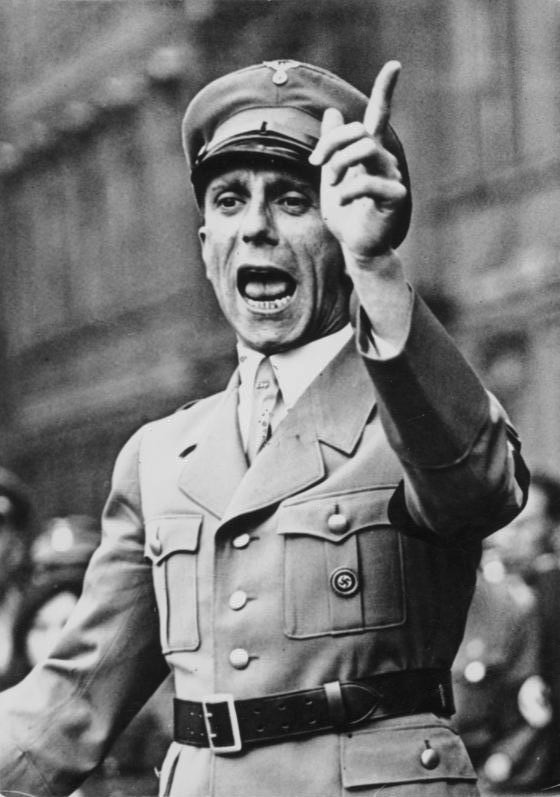
ナチス・ドイツの宣伝相、ヨーゼフ・ゲッベルス(1897-1945)自殺。

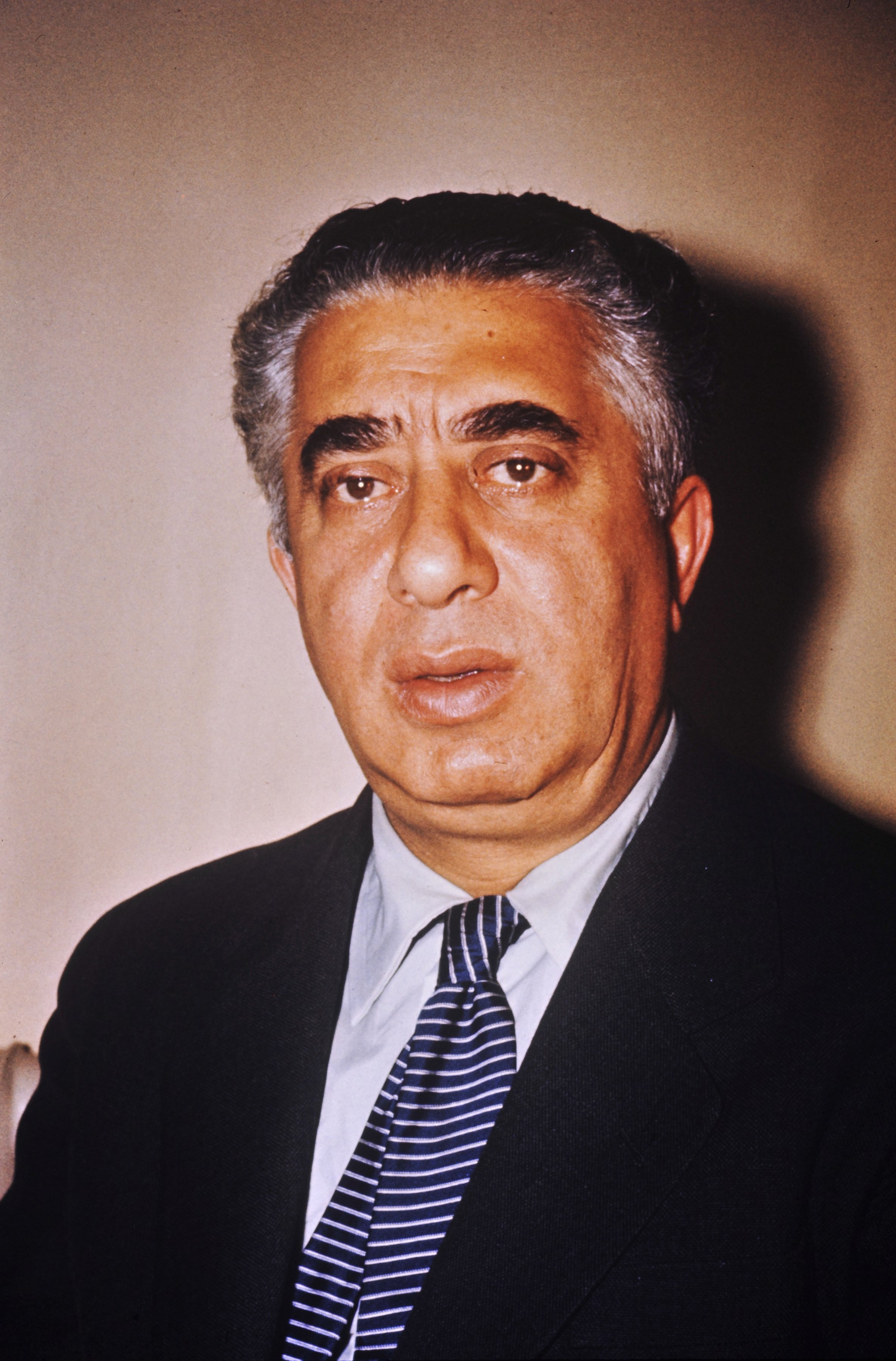
作曲家アラム・ハチャトゥリアン(1903-1978)没。

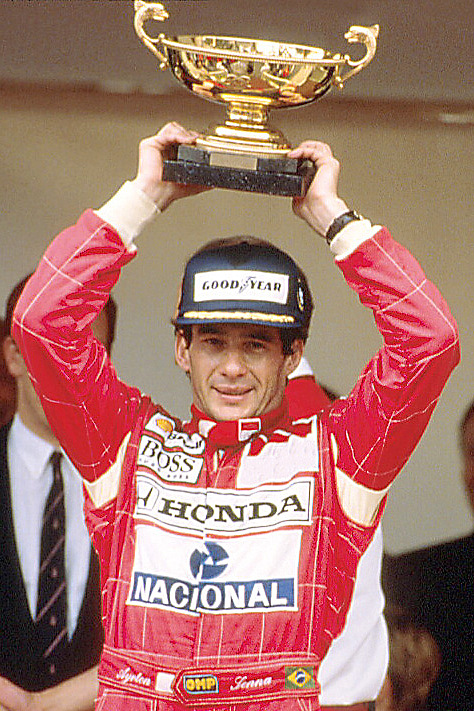
F1ドライバーアイルトン・セナ(1960-1994)、サンマリノGPで事故死。画像は1992年モナコグランプリで撮影されたもの。

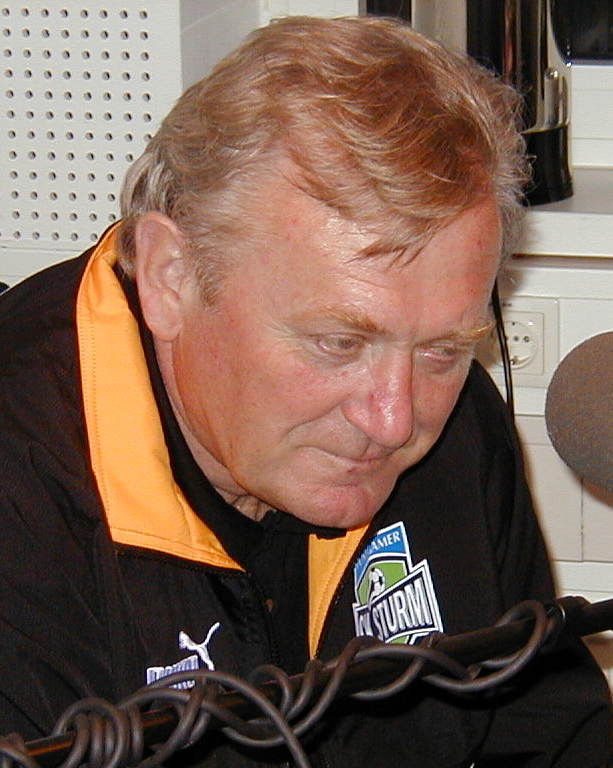
サッカー選手、サッカー指導者イビチャ・オシム(1793-1837)没。旧ユーゴスラビア代表最後の監督で、日本でもジェフユナイテッド市原・千葉、日本代表監督を歴任した。

- 408年 - アルカディウス、東ローマ皇帝（* 377年）
- 780年（宝亀11年3月22日） - 紀広純、奈良時代の公卿
- 1118年 - マティルダ、イングランド王ヘンリー1世の妃（* 1180年頃）
- 1308年 - アルブレヒト1世、神聖ローマ皇帝（* 1255年）
- 1332年（元弘2年/正慶元年5月1日） - 南条時光、日蓮正宗総本山大石寺開基檀那（* 1259年）
- 1539年 - イザベラ、神聖ローマ皇帝カール5世の妃（* 1503年）
- 1555年 - マルケルス2世、第222代ローマ教皇（* 1501年）
- 1557年（弘治3年4月3日） - 大内義長、周防国の戦国大名（* 1532年?）
- 1572年 - ピウス5世、第225代ローマ教皇（* 1504年）
- 1651年（慶安4年3月12日） - 狩野山雪、絵師（* 1589年）
- 1731年 - ヨハン・ルートヴィヒ・バッハ、作曲家（* 1677年）
- 1733年 - ニコラ・クストゥー、彫刻家（* 1658年）
- 1772年 - ゴットフリート・アッヘンヴァル、統計学者（* 1719年）
- 1774年 - ウィリアム・ヒュースン、外科医、解剖学者、生理学者（* 1739年）
- 1783年 - バーバラ・レジーナ・ディーチュ（英語版）、画家、彫刻家（* 1706年）
- 1794年 - ルイ＝ニコラ・ヴァン・ブラーレンベルゲ（フランス語版）、画家（* 1716年）
- 1813年 - ジャック・ドリル、詩人（* 1738年）
- 1813年 - ジャン＝バティスト・ベシェール、軍人（* 1768年）
- 1837年（天保8年3月27日） - 大塩平八郎、儒学者（* 1793年）
- 1850年 - アンリ・ブランヴィル、動物学者、解剖学者（* 1777年）
- 1854年 - ジャン・コラーリ、バレエダンサー、振付家（* 1779年）
- 1859年 - ジョン・ウォーカー、化学者、発明家（* 1781年）
- 1870年 - ガブリエル・ラメ、数学者（* 1795年）
- 1873年 - デイヴィッド・リヴィングストン、宣教師、探検家（* 1813年）
- 1901年 - ルイス・エドソン・ウォーターマン（英語版）、発明家、ウォーターマン・ペン・カンパニー設立者（* 1836年）
- 1904年 - アントニン・ドヴォルザーク、作曲家（* 1841年）
- 1910年 - ジョン・クインシー・アダムス・ウォード、彫刻家（* 1830年）
- 1918年 - グローブ・カール・ギルバート、地質学者（* 1843年）
- 1927年 - オスカー・スバーン、射撃選手、1908年ロンドン五輪・1912年ストックホルム五輪金メダリスト（* 1847年）
- 1927年 - 萬鉄五郎、画家（* 1885年）
- 1931年 - トーマス・クーパー・ゴッチ、画家（* 1854年）
- 1935年 - アンリ・ペリシエ、自転車競技選手（* 1889年）
- 1945年 - ヨーゼフ・ゲッベルス、ナチス・ドイツ宣伝大臣（* 1893年）
- 1946年 - ビル・ジョンストン、テニス選手（* 1894年）
- 1949年 - フレデリック・キッピング（英語版）、化学者（* 1863年）
- 1949年 - ジュゼップ・マリア・ジュジョール、建築家（* 1879年）
- 1951年 - 永井隆、医学者、随筆家（* 1908年）
- 1965年 - スパイク・ジョーンズ、音楽家、コメディアン（* 1911年）
- 1968年 - ハロルド・ニコルソン、外交官、作家（* 1886年）
- 1970年 - ラルフ・ハートレー、電子工学研究者（* 1888年）
- 1970年 - 李垠、大韓帝国皇太子（* 1897年）
- 1976年 - アレクサンドロス・パナグリス、詩人、政治家（* 1939年）
- 1978年 - アラム・ハチャトゥリアン、作曲家（* 1903年）
- 1979年 - ブロニスワフ・ギンペル、ヴァイオリニスト（* 1911年）
- 1980年 - 大内兵衛、マルクス経済学者、第8代法政大学総長（* 1888年）
- 1981年 - 五所平之助、映画監督（* 1902年）
- 1982年 - ウィリアム・プリムローズ、ヴィオリスト（* 1904年）
- 1982年 - 斎藤寅次郎、映画監督（* 1905年）
- 1983年 - ジョージ・ホジソン、競泳選手、1912年ストックホルム五輪金メダリスト（* 1893年）
- 1983年 - 田口一男、政治家（* 1925年）
- 1983年 - 佐藤文康、レーシングドライバー（* 1949年）
- 1985年 - 中田吉雄、政治家（* 1906年）
- 1986年 - 司忠、実業家、元丸善社長（* 1893年）
- 1988年 - 澤田政廣、彫刻家（* 1894年）
- 1989年 - アントニオ・ヤニグロ、チェリスト、指揮者（* 1918年）
- 1990年 - 加島淳、実業家、オーバル創業者（* 1908年）
- 1991年 - チャールズ・エルトン、動物学者（* 1900年）
- 1992年 - 内田るり子、声楽家、民俗音楽研究者（* 1920年）
- 1992年 - 小池重明、将棋指し、真剣師（* 1947年）
- 1993年 - ピエール・ベレゴヴォワ、政治家、フランス首相（* 1925年）
- 1993年 - 若井伸之、オートバイレーサー（* 1967年）
- 1994年 - 萬田五郎、政治家、元茨城県日立市長（* 1905年）
- 1994年 - アル・ティーター、録音技師（* 1913年）
- 1994年 - アイルトン・セナ、F1レーサー（* 1960年）
- 1995年 - 山田稔、実業家、元ダイキン工業社長（* 1921年）
- 1997年 - ボー・ヴィーデルベリ、映画監督（* 1930年）
- 1999年 - 松本誠也、実業家、元パイオニア社長（* 1929年）
- 2000年 - 加藤省吾、作詞家（* 1914年）
- 2000年 - 中山あい子、小説家（* 1922年）
- 2000年 - スティーヴ・リーヴス、ボディビルダー、俳優（* 1926年）
- 2003年 - 福士文知、政治家、医師、元青森県弘前市長（* 1913年）
- 2004年 - 戸川幸夫、小説家、児童文学作家（* 1912年）
- 2004年 - ジャン＝ジャック・ラフォン、経済学者（* 1947年）
- 2006年 - ラウノ・レティネン、作曲家（* 1932年）
- 2006年 - 今成守雄、政治家、元埼玉県羽生市長（* 1934年）
- 2007年 - 鈴木重令、政治家、元青森県三沢市長（* 1940年）
- 2008年 - アンソニー・マモ、政治家、マルタ初代大統領（* 1909年）
- 2008年 - 新井裕、警察官僚、実業家、第5代警察庁長官、元日本アジア航空会長（* 1914年）
- 2009年 - デララ・ダラビ、殺人犯（* 1986年）
- 2010年 - 宇佐美三郎、政治家、元新潟県吉田町（現燕市）町長（* 1916年）
- 2010年 - 小林公平、実業家、作詞家、元阪急電鉄社長、宝塚音楽学校名誉校長（* 1928年）
- 2010年 - ジャン・ルイ・デュマ（フランス語版）、実業家、元エルメスCEO（* 1938年）
- 2011年 - ヘンリー・クーパー、ボクサー、元EBAヘビー級王者（* 1934年）
- 2012年 - 河合正智、政治家（* 1944年）
- 2013年 - 福島新吾、政治学者、専修大学名誉教授（* 1921年）
- 2013年 - 田尻靖幹、政治家、元熊本県熊本市長（* 1926年）
- 2014年 - 長大作、建築家、家具デザイナー（* 1921年）
- 2014年 - 福田幸夫、政治家、元兵庫県稲美町長（* 1921年）
- 2014年 - 矢田耕司、声優（* 1933年）
- 2014年 - ファン・フォルメル、ベーシスト（* 1942年）
- 2015年 - ジェフ・デューク、オートバイレーサー（* 1923年）
- 2015年 - 近藤乾之助、シテ方宝生流能楽師（* 1928年）
- 2015年 - グレイス・リー・ホイットニー（英語版）、女優（* 1929年）
- 2015年 - 上村圭一、実業家、元大和ハウス工業社長（* 1934年）
- 2015年 - 天野正子、社会学者、お茶の水女子大学名誉教授、元東京家政学院大学・同大学院学長（* 1938年）
- 2016年 - マデリーン・ルボー、女優（* 1923年）
- 2017年 - ピエール・ガスパール＝ユイ、脚本家、映画監督（* 1917年）
- 2017年 - ジャネット・ピルグリム、モデル、女優（* 1934年）
- 2018年 - ワンダ・ウィウコミルスカ、ヴァイオリニスト、音楽教師（* 1929年）
- 2018年 - アーサー・バーナード、陸上競技選手（* 1929年）
- 2018年 - 酒井健二[17]、実業家、元日本ペイントホールディングス社長（* 1947年）
- 2018年 - ウニベルソ・ドスミル、プロレスラー（* 1963年）
- 2019年 - 門田研造、実業家、元川崎製鉄（現JFEスチール）会長（* 1929年）
- 2019年 - アレッサンドラ・パナーロ、女優（* 1939年）
- 2019年 - 大塚ギチ、編集者、デザイナー、ライター（* 1974年）
- 2020年 - 本田幸子、囲碁棋士（* 1930年）
- 2020年 - 長谷川郁夫、編集者、評論家、小澤書店創業者（* 1947年）
- 2020年 - 佐藤賢二、調教師、元騎手（* 1950年）
- 2020年 - マット・キーオ、元プロ野球選手（* 1955年）
- 2020年 - 丁海遠、サッカー選手、指導者（* 1959年）
- 2020年 - 木藤聡子、声優（* 1962年）
- 2021年 - オリンピア・デュカキス、女優（* 1931年）
- 2021年 - 江原達怡、俳優（* 1937年）
- 2022年 - アイリーン・ダンハム、スーパーセンテナリアン、1927年バス学校爆破事件生存者（* 1907年）
- 2022年 - イビチャ・オシム、元サッカー選手、指導者（* 1941年）
- 2022年 - ドミニック・ルクール、哲学者（* 1944年）
- 2022年 - イラン・ギロン、政治家（* 1956年）
- 2022年 - 中山俊宏、国際政治学者（* 1967年）
- 2022年 - 宮本卓也、元サッカー選手、指導者（*1983年）
- 2024年 - 貫洞哲夫、地方公務員、元東京都副知事（* 1927年）
- 2024年 - 奥島孝康、法学者、第14代早稲田大学総長、第5代白鷗大学学長、第6代日本高等学校野球連盟会長（* 1939年）
- 2024年 - 小野員裕、文筆家、料理研究家、横濱カレーミュージアム初代名誉館長（* 1959年）

## 記念日・年中行事

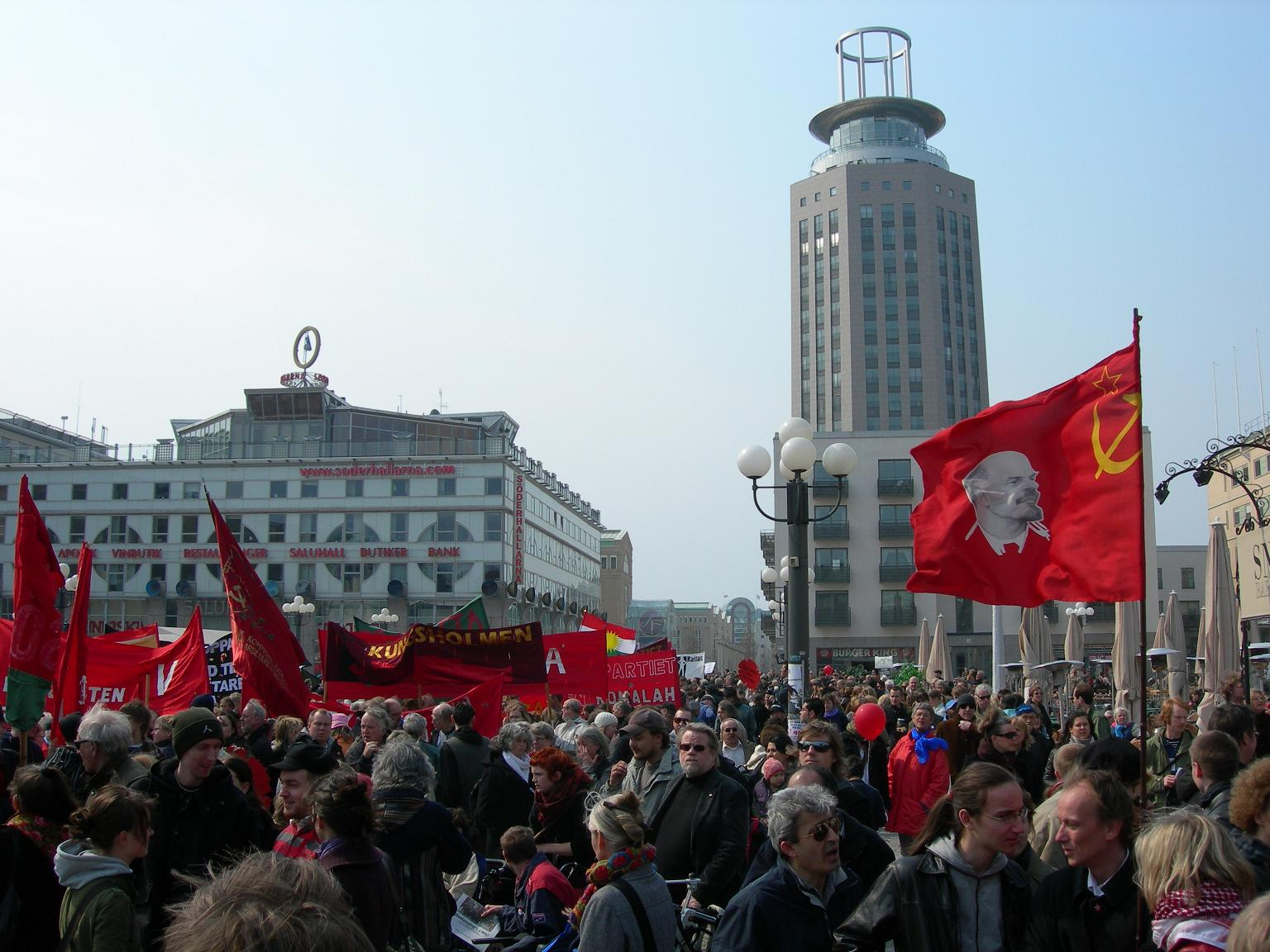
労働者の祭典、メーデー。画像は2006年のスウェーデン

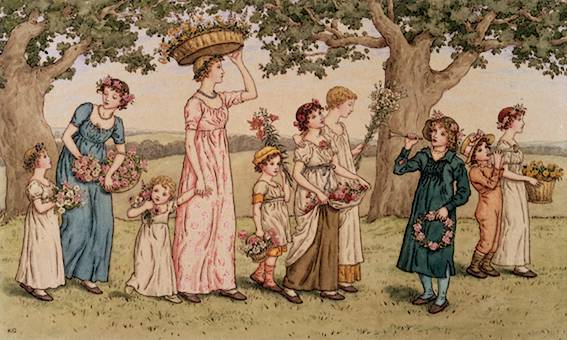
ケイト・グリーナウェイ『メーデー』。元来は春を祝う古代ローマの五月祭である

- メーデー（ 世界）
- 八十八夜（ 日本）
立春を起算日（1日目）として88日目（立春の87日後の日）にあたる雑節のひとつ。5月1日が八十八夜となるのは、2021年以降では閏年および平年のうち立春が2月3日となる年（年を4で割った余りが1となる年）である。
- 緑茶の日（ 日本）
日本茶業中央会が制定。八十八夜にちなむものであるが、八十八夜は年によって日が変わるので、平年は5月2日、閏年は5月1日に固定して実施している。
- 憲法記念日（ マーシャル諸島）
1979年のこの日に、アメリカによる信託統治下のマーシャル諸島で憲法を制定し、自治政府が発足したことを記念。
- すずらんの日
日頃お世話になっている人へスズランの花を贈る日。フランスを中心にすずらんの日と呼ばれている[18]。
- 日本赤十字社創立記念日（ 日本）
1877年のこの日、佐野常民らが西南戦争の負傷者の救護のため、日本赤十字社の前身である博愛社を設立した。
- 扇の日（ 日本）
京都扇子団扇商工協同組合が1990年に制定。平安王朝の時代、5月1日（旧暦4月1日）は宮中で「給扇の儀」が執り行われる日だった。『源氏物語』では、愛し合う男女が互いの扇を贈り合い、将来を約束する文化が描かている[19]。日付は「こ(5)い(1)」（恋）の語呂合せで5月1日を記念日とした。
- 水俣病啓発の日（ 日本）
1956年のこの日に、熊本県水俣市の保健所へ市内のチッソ附属病院から「原因不明の奇病」の報告があり、これが水俣病が広く知られるきっかけとなった。50年目の2006年に記念日が制定された。